# Napalonleder
Napalonleder ist ein hochwertiges Kunstleder. Der Name ist angelehnt an Nappaleder.
Optisch und haptisch erreicht es annähernd die Qualität von echtem Leder. Darüber hinaus ist das synthetische Material sehr einfach zu reinigen und zu pflegen. Der Möbeldesigner Franco Bentelli entwickelte diesen Möbelbezug, der glatt bleibt und keine Sitzkuhlen bildet.
Napalonleder wird hauptsächlich als Bezug bei der Herstellung von Möbelstücken eingesetzt, findet aber auch in der Stiefelverarbeitung Verwendung.